# كورغان ماش زافود

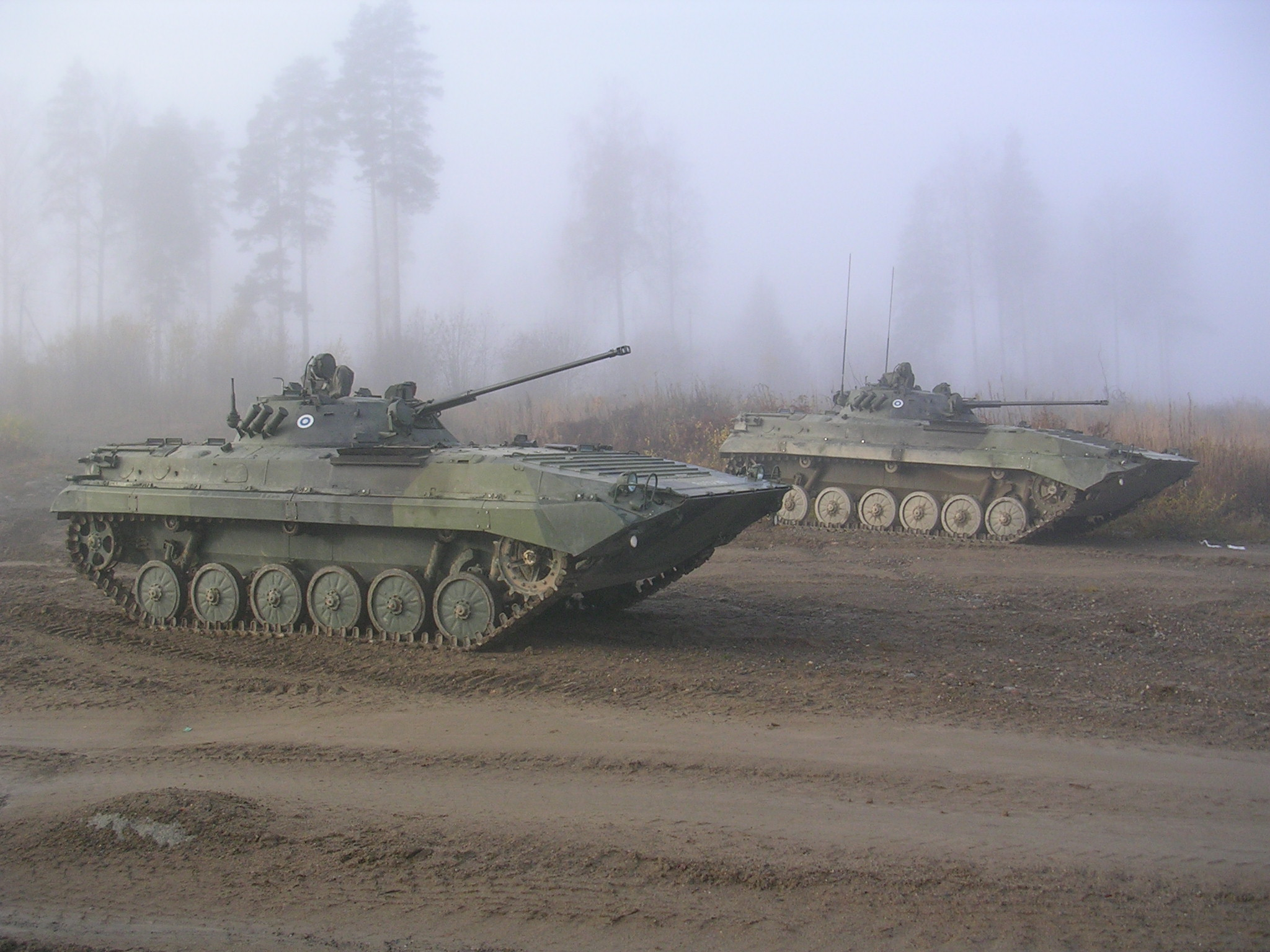
مركبات بي إم بي-2

كورغان ماش زافود (بالروسية: Kurganmashzavod) هي شركة روسية متخصصة في صناعة الآلات والمركبات العسكرية تقع في كورغان بروسيا الاتحادية، تأسست الشركة في البداية كشركة لصناعة الرافاعات الثقيلة ثم حصلت على عقود لصناعة مركبات عسكرية أشهرها بي إم بي-1 وبي إم بي-2 ومؤخرا على بي إم بي-3.